# Leopold Grausam (futbolista)
Leopold Grausam (Pressbaum, Austria; 29 de junio de 1943 – 8 de septiembre de 2023) fue un futbolista y entrenador de fútbol austriaco que jugó en la posición de delantero.

## Carrera

### Club
| Periodo   | Club             |
| --------- | ---------------- |
| 1963–1970 | Rapid Wien       |
| 1970–1971 | Wacker Innsbruck |
| 1971–1972 | LASK Linz        |
| 1972–1973 | FC Grenchen      |
| 1973      | SV Rechnitz      |

### Selección nacional
Jugó para Austria en ocho ocasiones de 1964 a 1967 y anotó tres goles.

### Entrenador
| Periodo   | Club                   |
| --------- | ---------------------- |
| 1978–1980 | SV Leobendorf          |
| 1983–1984 | SV Gablitz             |
| 1984–1985 | Floridsdorfer AC       |
| 1991–1992 | ASK-BSC Bruck/Leitha   |
| 1999–2000 | SC Gaswerk/Straßenbahn |

## Logros

### Club
- Liga Nacional de Austria (4): 1964, 1967, 1968, 1971
- Copa de Austria (2): 1968, 1969

### Individual
- Futbolista Austriaco del Año en 1967.